# Wilfried Toepser

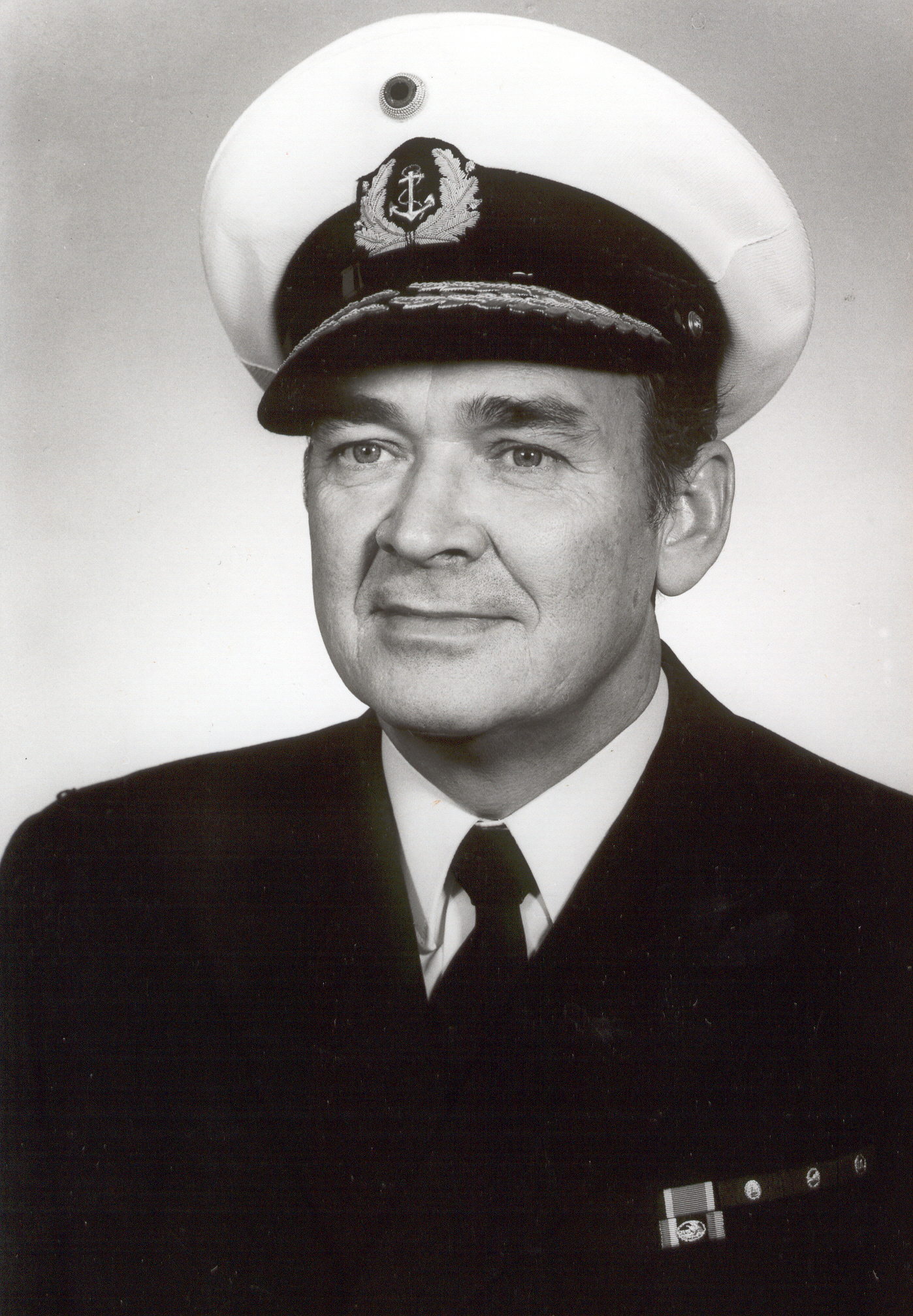
Flottillenadmiral Wilfried Toepser (1977)

Wilfried Toepser (* 12. Februar 1919; † 2003) war ein Flottillenadmiral der Bundesmarine.

## Leben
Toepser wurde als Fregattenkapitän im Oktober 1962 Nachfolger von Fregattenkapitän Walter Herrmann als Kommandeur der Marineversorgungsschule (MVS) und verblieb in dieser Verwendung bis März 1964, woraufhin Fregattenkapitän Walter Stepputat sein Nachfolger wurde. Am 1. Oktober 1971 löste er als Flottillenadmiral Brigadegeneral Gustav-Adolf Klüter als Kommandeur der Logistikschule der Bundeswehr ab und hatte diese Funktion bis zum 31. Dezember 1973 inne. Sein dortiger Nachfolger wurde am 1. Januar 1974 Henrich Grote, während er wiederum Nachfolger von Flottillenadmiral Grote als Kommandeur der Marinedivision Ostsee wurde. Er fungierte danach zwischen Dezember 1974 und Dezember 1976 als Kommandeur des daraus hervorgegangenen Marineabschnittskommandos Ostsee. Nachfolger in dieser Verwendung wurde im Januar 1977 Kapitän zur See Gerhard Behrens.
Toepser selbst löste daraufhin im Januar 1977 Flottillenadmiral Helmut Kampe als Kommandeur der Marineschule Mürwik ab. Diese Funktion hatte er bis zu seinem Eintritt in den Ruhestand am 31. März 1979 inne, woraufhin Flottillenadmiral Dieter Ehrhardt sein Nachfolger wurde.